# Károly Kisfaludy
 Károly Kisfaludy (5. února 1788, Tét – 21. listopadu 1830, Pešť, nyní Budapešť) byl maďarský dramatik a prozaik, vůdčí představitel první maďarské romantické generace a zakladatel maďarského národního dramatu. Jeho starším bratrem byl básník Sándor Kisfaludy.

## Život
Pocházel ze šlechtické rodiny. Narodil se jako nejmladší z osmi dětí, jeho matka při porodu zemřela. Roku 1804 nastoupil na vojenskou akademii v Rábu a během napoleonských válek sloužil v Itálii, Srbsku a Bavorsku. Domů se roku 1811 vrátil jako poručík. Prožil nešťastnou lásku, a protože měl již od mládí neshody s otcem, bydlel u své vdané sestry. Vystudoval malířství na Akademii výtvarných umění ve Vídni, pak žil v Itálii a ve Sremsku a teprve roku 1817 se trvale usídlil v Pešti. Dlouho se rozhodoval, zda bude malířem, nebo básníkem a dramatikem.

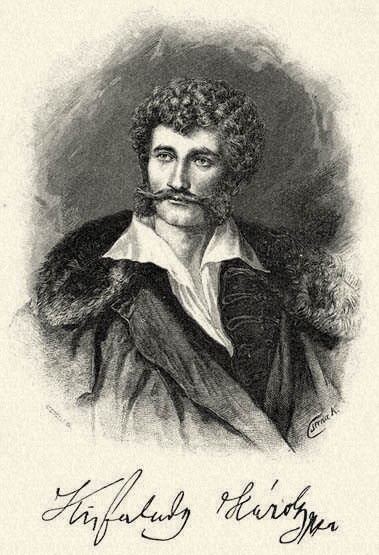
Kisfaludyho portrét od Gustava Morelliho

První literární díla začal psát již během služby v armádě, úspěch mu však přinesla až divadelní hra Ilka z roku 1819. Následovala další dramata, z nichž mnohá byla přeložena do němčiny a hrána ve Vídni. Svůj styl zdokonaloval pod vlivem Ference Kazinczyho a vypracoval si vlastní literární postupy inklinující k romantismu. Ve spolupráci se svým starším bratrem, básníkem Sándorem Kisfaludym, založil roku 1822 almanach Aurora, kolem kterého se soustředili nastupující maďarští romantičtí autoři jako József Bajza, Ferenc Toldy, Mihály Vörösmarty nebo Gergely Czuczor. Almanach, do kterého přispíval svými prozaickými texty, redigoval až do své smrti. Zemřel na tuberkulózu roku 1830. Na jeho počest byla roku 1836 založena v Pešti Kisfaludyho společnost (Kisfaludy Társaság), která patřila k nejvýznamnějším literárním institucím v Uhrách.
Ve svém díle, prodchnutém vlasteneckým a demokratickým smýšlením, podal pravdivý obraz soudobé uherské společnosti, kritizoval omezenost a přízemnost venkovské šlechty i inteligence a podařilo se mu přiblížit maďarskou literaturu lidu. Jako autor divadelních her psal především vlastenecká dramata. Z veseloher vynikají hry na soudobé náměty. Psal také povídky, epigramy a humoristické i satirické příběhy a zasloužil se o rozvoj nových literárních žánrů, jako je například balada. Kromě toho, že je považován za zakladatele maďarského národního dramatu, je rovněž zakladatelem maďarské humoristické školy.

## Výběrová bibliografie

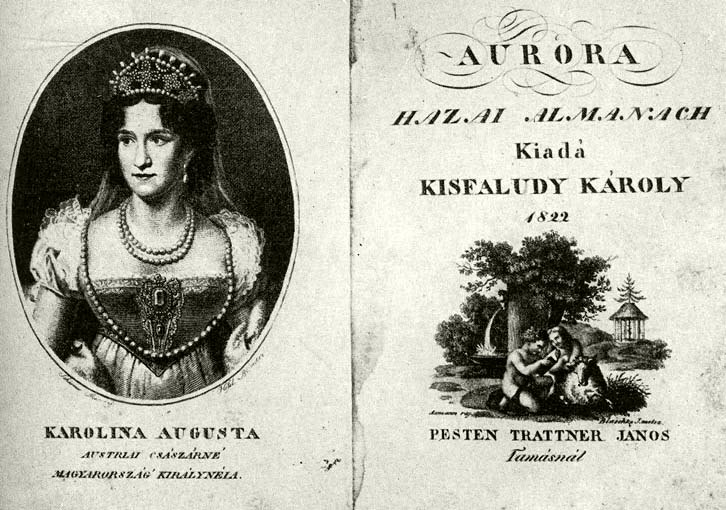
Almanach Aurora z roku 1822

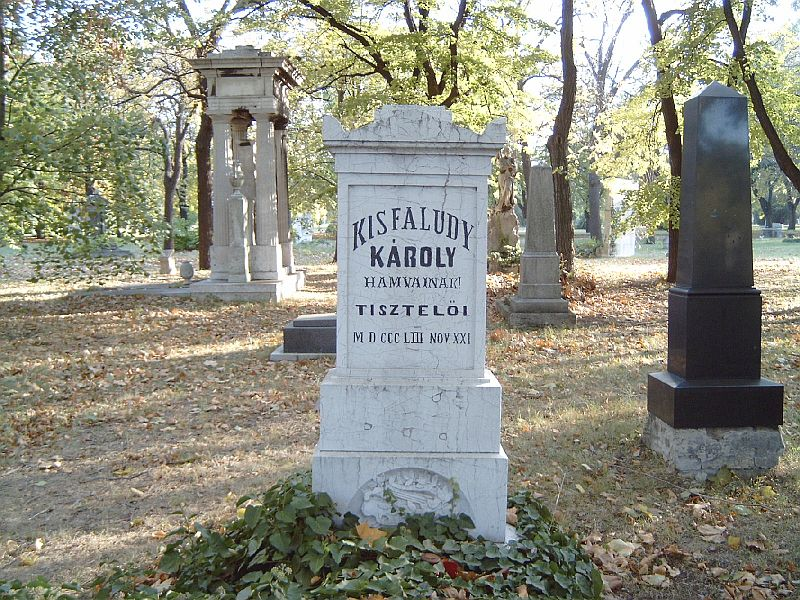
Kisfaludyho hrob v Budapešti

- Hadi ének Olaszországban (1805, Vojenská píseň v Itálii), báseň.
- Szécsi Mária (1817, Mária Szécsi), drama.
- A kérők (1817, Nápadníci), komedie ze současnosti, hráno 1819.
- Stibor vajda (1818, Vojvoda Stibor), tragédie, česky v prozaickém přepisu jako Provinění a trest.
- A tatárok Magyarországon (1819, Tataři v Uhrách), historická divadelní hra.
- Ilka (1819), historická divadelní hra.
- A pártütők (1819, Vzbouřenci), komedie.
- Irena (1820, Irena), tragédie.
- Tollagi Jónás viszontagságai (1823, 1827, 1831, Útrapy Jonáše Tollagiho), třídílý cyklus cyklus novel s prvky realismu.
- Sulyosdi Simon (1823, Simon Sulyosdi), povídka.
- Mohács (1824, Moháč), vlastenecká elegie.
- Sulyosdi Simon (1824, Simon Sulyosdi), satirická povídka.
- Mit csinál a gólya? (1824, Co dělá čáp?), satirická povídka.
- Sok baj semmiért (1825, Mnoho problémů pro nic), satirická povídka.
- Tihamér (1825), historická novela.
- A fehér köpönyeg (1826, Bílý plášť), satirická povídka,
- Szeget szeggel (1827, Klín klínem), jednoaktovka.
- Csalódások (1828, Omyly), komedie.
- Hűség próbája (1828, Zkouška věrnosti), jednoaktovka.
- Kénytelen jószívűség (1828, Nucená dobrosrdečnost), jednoaktovka.
- Áltudósok (1829, Falešní vědci), jednoaktovka.
- Karácsonyéj (1829. Vínoční noc), balada, česky jako Štědrý večer.
- A fösvény vagy Nem mehet ki a szobából (1829, Lakomec aneb Nemohl z pokoje ven), jednoaktovka.

## Galerie Kisfaludyho obrazů

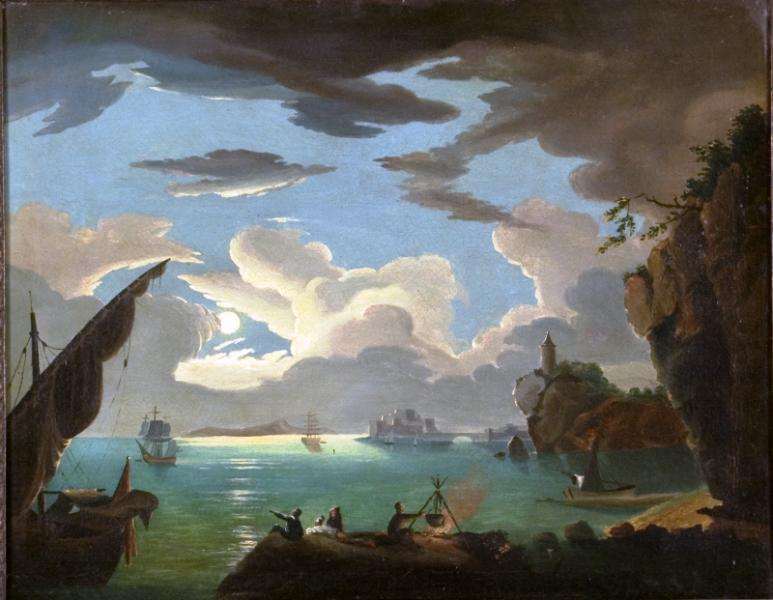
Přístav v měsíčním svitu
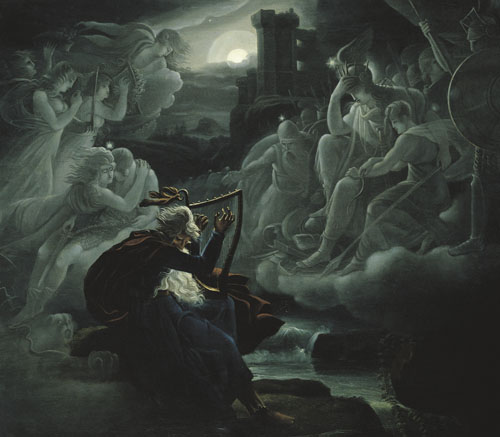
Ossianův smutek
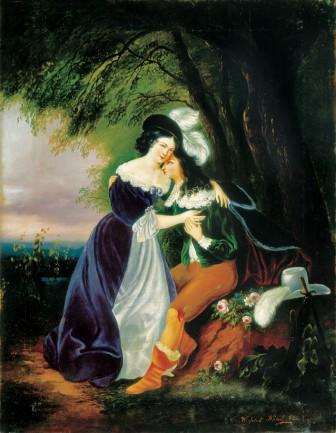
Milenci
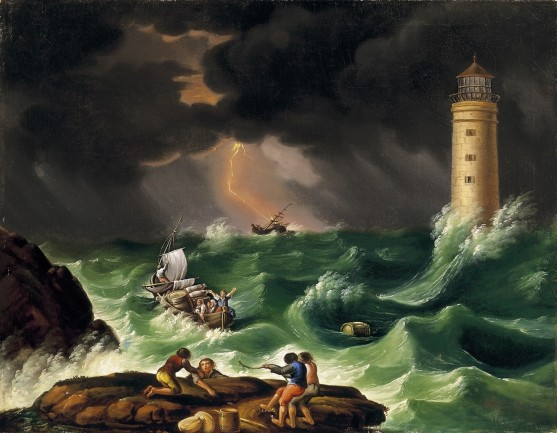
Ztroskotání
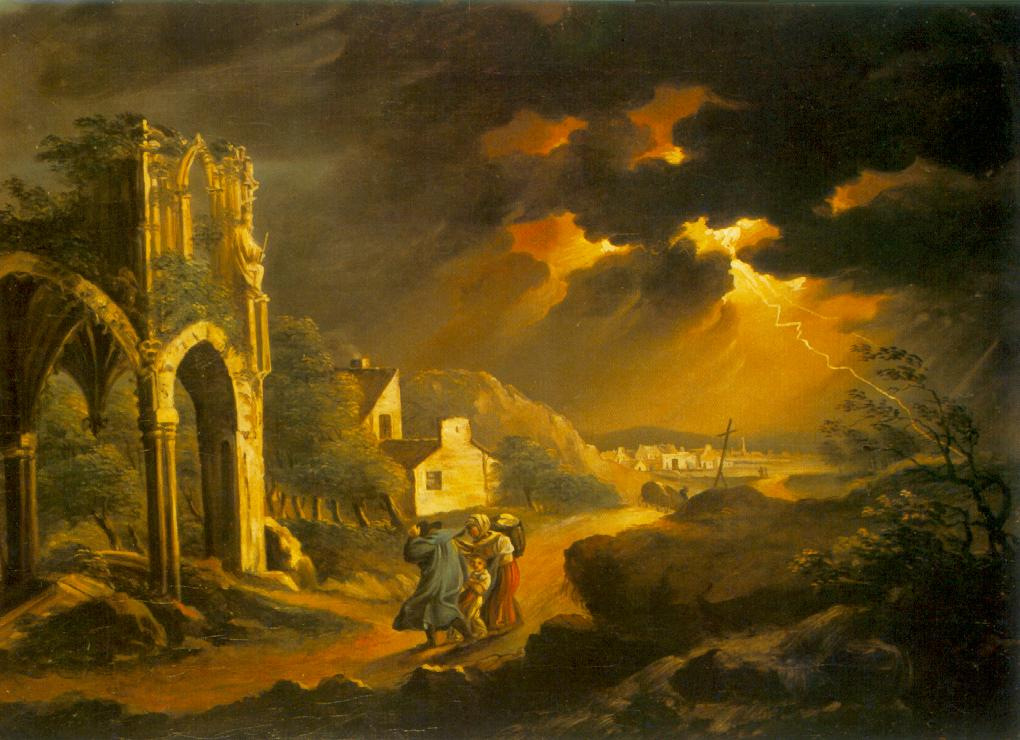
Noční bouře
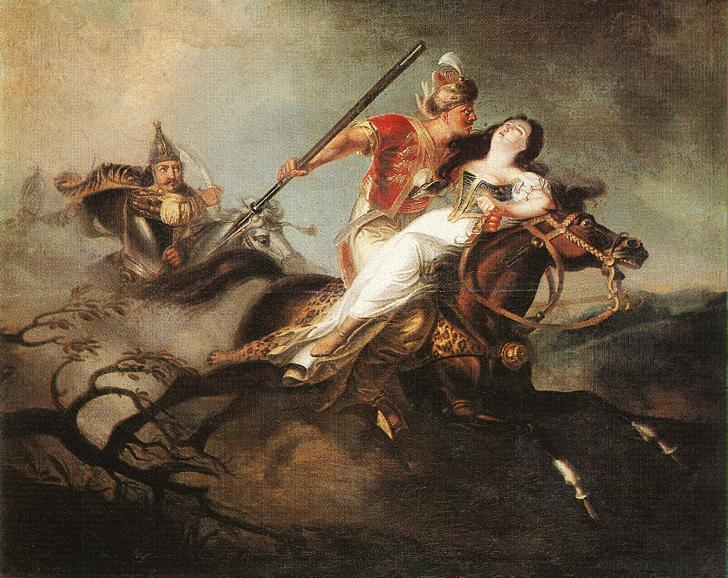
Svatý Ladislav v bitvě u Cserhalomu

## Filmové adaptace
- Csalódások (1973, Omyly), maďarský televizní film, režie Éva Zsurzs.
- A kérők (1986, Nápadníci), maďarský televizní film, režie György Bohák.
- A pártütők (1994, Vzbouřenci), maďarský film, režie Mária Sós.

## České překlady
- Bílý plášť, Lumír 1852, ročník 2, překladatel neuveden.[1]
- Provinění a trest, prozaický převod tragédie Vojvoda Stibor, Lumír 1856, ročník 6, číslo 33–35, přeložil Eduard Jan Volyňský.[5]
- Štědrý večer, Časopis Musea království českého 1858, ročník 32, číslo 1, přeložil A. Müller.[6]
- Sulyosdi Simon, Praha: Josef R. Vilímek 1914, překladatel neuveden.